# Led Zeppelin III
1970. október 5-én jelent meg a Led Zeppelin harmadik albuma, a Led Zeppelin III. A zenekar rock és blues ihlette repertoárjához akusztikus és folk-rockos elemeket adtak, mely a progresszív rock rajongóival is megkedveltette őket. Akiknek nem tetszett az album, azt mondták, hogy a keményebb rész céltalan zajongás, az akusztikus pedig a Crosby, Stills, Nash & Young másolása. Bár a negatív kritikáknak senki sem örült, a Led Zeppelin III az Atlanti-óceán mindkét partján az 1. helyre került, és az évek múlásával egyre nagyobb megbecsülésnek örvendett.
Annak ellenére, hogy az albumot hevesen bírálták, ezen hallható a Led Zeppelin legismertebb dalai közül kettő: az Immigrant Song és a Since I've Been Loving You. Az Immigrant Song témája a skandináv mitológia, melyhez az ötletet a zenekar izlandi koncertje adta. A Since I've Been Loving You egy klasszikus blues, melyhez mind a négy tag sokat tett hozzá, és koncertjeik állandó darabja lett, különösen 1971 és 1973 között. A rajongók kedvencei közé tartozik még a Celebration Day, az Out on the Tiles és a Bron-Y-Aur Stomp. A Gallows Pole egy tradicionális folkdal feldolgozása, amit harminc-egynéhány évvel korábban Leadbelly is felvett.
Szerepel az 1001 lemez, amit hallanod kell, mielőtt meghalsz című könyvben.

## A borító
A Led Zeppelin III eredeti bakelit változata egy kinyitható tasakban volt, egészen újszerű borítóval. A borítón és a tasak belső oldalának fehér hátterén látszólag véletlenszerűen kis képek voltak elhelyezve, sok közülük a repüléshez kapcsolódott („Zeppelin”). Az elülső borító mögött egy forgatható papírkerék volt még több képpel (köztük a négy zenészről is), melyek a borító lyukain át voltak láthatóak. Ha egy képet egy lyukhoz forgattak, akkor egy-két másik kép is látszott, és így tovább… A hagyományos magnókazetták és CD-k borítójával ezt nem lehetett megcsinálni, de néhány japán és brit kiadást az eredeti borító kicsinyített másolatával árultak.

## Az album dalai
1. Immigrant Song (Jimmy Page – Robert Plant) – 2:25
2. Friends (Jimmy Page – Robert Plant) – 3:54
3. Celebration Day (Jimmy Page – Robert Plant – John Paul Jones) – 3:29
4. Since I’ve Been Loving You (Jimmy Page – Robert Plant – John Paul Jones) – 7:23
5. Out on the Tiles (Jimmy Page – Robert Plant – John Bonham) – 4:06
6. Gallows Pole (Jimmy Page – Robert Plant feldolgozása) – 4:56
7. Tangerine (Jimmy Page) – 3:10
8. That's the Way (Jimmy Page – Robert Plant) – 5:37
9. Bron-Y-Aur Stomp (Jimmy Page – Robert Plant – John Paul Jones) – 4:16
10. Hats off to (Roy) Harper (tradicionális) – 3:42

## Helyezések és eladási minősítések

### Album
| Lista (1970)                        | Helyezés |
| ----------------------------------- | -------- |
| Norvég albumlista                   | 3        |
| Billboard 200                       | 1        |
| Billboard R&B Albums                | 30       |
| Brit albumlista                     | 1        |
| Kanadai RPM Top 100 Albums Chart    | 1        |
| Japán albumlista                    | 5        |
| US Record World Top Pop Albums      | 1        |
| US Cash Box Top 100 Albums          | 1        |
| Német albumlista                    | 3        |
| Spanyol albumlista                  | 6        |
| Francia albumlista                  | 4        |
| Ausztrál Go-Set Top 20 Albums Chart | 1        |

### Kislemezek
| Év   | Kislemez                               | Lista                     | Helyezés |
| ---- | -------------------------------------- | ------------------------- | -------- |
| 1971 | Immigrant Song / Hey Hey What Can I Do | Billboard Hot 100 Singles | 16       |

### Eladási minősítések
| Ország           | Minősítés  |
| ---------------- | ---------- |
| Argentína        | platina    |
| Ausztrália       | 3x platina |
| Franciaország    | platina    |
| Németország      | arany      |
| Svájc            | arany      |
| Egyesült Államok | 6x platina |

## Közreműködők
- Jimmy Page – akusztikus, elektromos és pedálos steel gitár, vokál, producer
- Robert Plant – ének, szájharmonika
- John Paul Jones – basszusgitár, orgona, szintetizátor, mandolin, bendzsó, vokál
- John Bonham – dob, ütőhangszerek, vokál

### Produkció
- Andy Johns – hangmérnök, keverés
- Eddie Kramer – keverés (6)
- Terry Manning – hangmérnök, keverés
- Zacron – vizuális alkotások
- Peter Grant – produkciós vezető